# Cer(…)
Cer[…] war ein antiker römischer Toreut (Metallbildner), wahrscheinlich in der zweiten Hälfte des 1. Jahrhunderts tätig.
Cer[…] ist heute nur noch aufgrund eines nicht vollständigen Signaturstempels auf einer Bronzekasserolle bekannt. Diese wurde in Forest-Saint-Julien, dem antiken Varatunnum, in Frankreich gefunden. Heute befindet sich das Stück in der Privatsammlung Pastor Tournier in Pressy-Vendeuvre. Die Signatur lautet lateinisch CER F. Es wurde vorgeschlagen, sie zu lateinisch Cerialis fecit, deutsch Cerialis hat gemacht zu ergänzen.

## Einzelbelege
1. ↑  Richard Petrovszky: Studien zu römischen Bronzegefäßen mit Meisterstempeln. Leidorf, Buch am Erlbach 1993, S. 219, Nr. C.12.01; CIL 12, 5698,4.

| Personendaten    | Personendaten                              |
| ---------------- | ------------------------------------------ |
| NAME             | Cer[…]                                     |
| ALTERNATIVNAMEN  | Cer(...)                                   |
| KURZBESCHREIBUNG | antiker römischer Toreut                   |
| GEBURTSDATUM     | 1. Jahrhundert v. Chr. oder 1. Jahrhundert |
| STERBEDATUM      | 1. Jahrhundert oder 2. Jahrhundert         |